# QuickTime
QuickTime est un framework multimédia développé par Apple, créée en 1989, mise sur le marché en 1991 pour le Macintosh et en 1992 pour Windows.

## Versions
- QuickTime 1 : décembre 1991
- QuickTime 2 : février 1994
- QuickTime 3 : mars 1998
- QuickTime 4 : juin 1999
- QuickTime 5 : mars 2001
- QuickTime 6 : juillet 2002
- QuickTime 7 : avril 2005 (dernière version compatible Microsoft Windows 64 bits)
- QuickTime 10 (QuickTime X) : août 2009 (pour Apple OS seulement)[2]

### Histoire
Vers mars 2016, Apple annonce que le développement et la maintenance de QuickTime pour Windows ne sont plus assurés, et qu'il est conseillé de le désinstaller à la suite de la découverte de failles.

### Gamme
La gamme se compose de :
- QuickTime Player : lecteur multimédia gratuit qui ne permet pas toujours[pas clair] de télécharger sur le disque dur[4].
- QuickTime Pro : ensemble complet de création multimédia payant (QuickTime Pro est toujours disponible[5] en utilisant l'ancienne version 7.x, qu'il est possible d'installer[6] à côté de QuickTime X).
- QuickTime Broadcaster : encodeur Live pour diffuser des évènements en direct sur Internet.
- QuickTime Streaming Server : création d'un réseau de diffusion sur Internet.

## Descriptif
QuickTime est composé de trois éléments principaux :
- le format de fichier .mov, documenté et libre d'usage ;
- les logiciels de lecture de médias (gratuit et payant) ;
- des outils de développements pour les éditeurs de logiciels et de matériels.

Quicktime est multi-plateformes et utilise de nombreux standards de l'industrie :
- CD Audio à partir de 1993 (QuickTime 1.6) ;
- MPEG-1 et MIDI à partir de 1994 (QuickTime 2.0) ;
- DV et H.261 à partir de 1998 (QuickTime 3.0) ;
- H.263, Macromedia Flash et SMIL à partir de 1999 (QuickTime 4.0) ;
- MPEG-2, MPEG-4, AAC, 3GPP et 3GPP2 à partir de 2002 (QuickTime 6.0) ;
- H.264 et intégration à OpenGL à partir de 2005 (QuickTime 7.0).

Dans les dernières versions du système d'exploitation d'Apple Mac OS X, cette technique est incluse dans les couches moyennes, et gère une part importante de l'affichage.
Apple fournit gratuitement le lecteur QuickTime Player pour Macintosh et Microsoft Windows. Il peut aussi fonctionner dans Linux par l'installation de CrossOver Office ou de Wine.
Dans sa version 6.0, ce lecteur inclut la gestion du MPEG-4, ce qui a poussé à son adoption par NTT DoCoMo comme lecteur multimédia sur ses terminaux téléphoniques mobiles.
À partir de la version 6, QuickTime inclut la gestion du 3GPP et depuis la version 6.4, également la gestion du 3GPP2.
3GPP et 3GPP2 sont des MPEG 4 portables, spécialement conçus pour les appareils portables.
Sorti début mai 2005, QuickTime 7 supporte l'H.264, le nouveau format Haute Définition (HD) déjà promis comme un futur standard.

## Format de fichier
Un fichier QuickTime contient une ou plusieurs pistes, chacune comporte un type de données particuliers : audio, vidéo, effet ou texte (pour des sous-titres par exemple). Chaque piste contient une piste media, soit le stream codé numériquement (avec un codec tel Cinepak, Sorenson, MP3, JPEG, DivX...) ou une référence à un media situé dans un autre fichier ou sur un réseau.
En interne, les fichiers QuickTime maintiennent ce format dans un arbre d'atomes. Chacun utilise un identifiant de quatre octets pour déterminer sa structure. Un atome peut être le parent d'autres atomes ou peut contenir des données (mais il ne peut être les deux à la fois).
Ces fichiers ont le plus souvent l'extension .mov (dont le type MIME est  "video/quicktime").

### Communication avec MPEG-4
Le format de fichier QuickTime a été approuvé par l'Organisation internationale de normalisation (ISO) comme base pour le développement du format MPEG-4. Format *. mov, just like *. qt, est une extension du format de fichier QuickTime (QTFF). Apple a introduit ce format en 1998 avec un algorithme de compression breveté pour les fichiers MOV.
Les fichiers de ce format sont des conteneurs multimédias composés de plusieurs pistes. Chaque piste stocke un type de données spécifique : audio, vidéo, code temporel ou texte. La spécification du format MPEG-4 a également été créée sur la base de la structure QuickTime et publiée en 2001. Ce format a été conçu pour stocker des données multimédias (vidéo, audio, images et texte) avec un encodage et une compression efficaces pour une variété d'appareils et de réseaux. 
MP4 (. mp4) est apparu pour la première fois en 2001 en tant que version révisée de la spécification MPEG-4 Part 1 : Systems publiée en 1999 (ISO/IEC 14496-1:2001). L'objectif principal de la mise à jour était d'éliminer les lacunes de la version précédente et d'unifier le format pour assurer la compatibilité avec les différentes plateformes. En 2003, la spécification a été remplacée par MPEG-4 Partie 14 : Format de fichier MP4 (ISO/IEC 14496-14:2003). 
En 2004, le format MP4 a été résumé dans la norme ISO Base Media File Format (ISO/IEC 14496-12:2004). Cette norme définit une structure universelle pour les fichiers multimédias temporaires et a servi de base à des formats tels que le 3GP, conçu pour les appareils mobiles, et le Motion JPEG 2000, utilisé dans les systèmes vidéo professionnels et dans l'industrie cinématographique. 
MP4 prend en charge un grand nombre de codecs, y compris les codecs H. 264 et H. 265 (HEVC) pour la vidéo et AAC, MP3 et ALAC pour l'audio, ce qui en fait l'un des conteneurs de stockage multimédia les plus polyvalents du marché. La prise en charge intégrée de la diffusion en continu, des sous-titres et de l'audio multipiste a contribué à l'adoption généralisée du format MP4 dans les médias numériques, y compris la diffusion en continu en ligne, les appareils mobiles et les services vidéo. 

## Utilisation
En 2007, QuickTime est utilisé par treize millions de personnes pour la lecture en streaming, ce qui en fait un des logiciels majeurs pour cet usage, avec le HTML5, VLC, Flash, iTunes, Windows Media Player et RealPlayer. En 2013, ses parts de marché ont très fortement diminué du fait du quasi-monopole de la technologie Flash et de la montée de HTML5.
Depuis avril 2016, il est fortement recommandé (notamment par le département de la Sécurité intérieure des États-Unis) aux utilisateurs de QuickTime (pour ordinateurs autres que Mac) de le désinstaller et pour cause, deux failles de sécurité majeures auraient été découvertes par les développeurs d'antivirus "Trend Micro" en novembre 2015. Elles permettraient aux hackers de prendre le contrôle de l'ordinateur Windows à distance. Cette faille ne sera pas comblée selon Apple, car le développement et la maintenance de Quicktime ne sont plus assurés.

## Utilisation deSoundFonts
QuickTime peut jouer les fichiers MIDI en utilisant des fichiers SoundFonts (.sf2) ou DLS. Pour cela, on doit déplacer ou recopier les fichiers soundfonts (extension .sf2 ou .dls) dans le répertoire C:\Windows\system32\Quicktime (pour Windows) ou dans le dossier ~/Library/Audio/Sounds/Banks pour (Mac OS X). Dans le menu Édition / Préférences / Préférence de Quicktime / Musique, choisir le fichier soundfont à utiliser en cliquant sur un des boutons ronds à gauche du nom. Les changements ne sont pris en compte qu'au prochain démarrage de QuickTime. Il suffit donc de quitter et relancer l'application pour activer le changement de bibliothèque de sons.